# Los Croods 2: Una nueva era
Los Croods 2: Una nueva era (en inglés: The Croods 2: A New Age) es una película estadounidense de aventuras y comedia animada por computadora, producida por DreamWorks Animation y distribuida por Universal Pictures. Es la secuela de Los Croods. La película fue dirigida por Joel Crawford (en su debut como director de largometrajes) a partir de un guion de Dan Hageman, Kevin Hageman, Paul Fisher y Bob Logan. Cuenta con las voces de Nicolas Cage, Emma Stone, Ryan Reynolds, Catherine Keener, Clark Duke, Cloris Leachman, Kailey Crawford, Peter Dinklage, Leslie Mann y Kelly Marie Tran.
La secuela se anunció por primera vez poco después del estreno de la primera película en 2013, pero se canceló debido a la adquisición de DreamWorks Animation por parte de Universal Pictures. Sin embargo, el proyecto se reactivó en septiembre de 2017 con el director Joel Crawford reemplazando a los directores originales Chris Sanders y Kirk DeMicco.
Se estrenó en los Estados Unidos el 25 de noviembre de 2020 después de sufrir varios retrasos con respecto a la fecha de estreno inicial fijada para noviembre de 2017, y quedó disponible a través de vídeo bajo demanda el 18 de diciembre. Ha recaudado $215 millones a nivel mundial frente a un presupuesto de $65 millones, y la crítica la ha calificado como "una continuación a la altura" a la vez que ha elogiado el reparto de voces.

## Sinopsis
Los Croods han sobrevivido a todo tipo de peligros y desastres, desde bestias prehistóricas de inmensos colmillos hasta el mismísimo fin del mundo, pero ahora deberán afrontar su mayor desafío hasta la fecha: conocer a otra familia.
Obligados a partir en busca de un nuevo lugar donde vivir, la primera familia prehistórica se aventura a explorar el mundo con el objetivo de localizar un lugar más seguro al que llamar hogar. Pero cuando encuentran un idílico paraíso amurallado que cumple con todas sus necesidades y que creen que ha resuelto todos sus problemas, se encuentran con que ese lugar esconde una sorpresa: hay otra familia que ya vive allí, los Bettermans (Siemprebien en el doblaje hispanoamericano, Masmejor en el doblaje de España).
Y es que los Bettermans, con su elaborada casa en un árbol, sus asombrosas invenciones y sus enormes huertos, van un par de pasos por delante de los Croods en la escala evolutiva. Y cuando les reciben como sus primeros invitados, no tardan en surgir tensiones entre nuestros queridos cavernícolas y sus nuevos y modernos semejantes.
Pero cuando todo parece perdido, una nueva amenaza embarca a las dos familias en una aventura épica más allá de la seguridad de la muralla, que les obligará a aparcar sus diferencias, a unir fuerzas y luchar por un futuro juntos.

## Argumento
Los Croods, Guy y sus mascotas, Chunky y Douglas, vagan por su nueva tierra, luchando contra peligrosas criaturas mientras buscan un lugar donde establecerse definitivamente. Grug, el patriarca de la familia, está cada vez más preocupado por el romance en ciernes entre Guy y su hija, Eep, temiendo que abandonen al resto de la familia.
El viaje de los Croods da un giro inesperado cuando Grug descubre un enorme muro y guía a la familia a través de él hacia una tierra paradisíaca al otro lado. Rápidamente son capturados por los dueños del terreno, Phil y Hope Betterman, humanos modernos que eran amigos de los difuntos padres de Guy y ahora son tecnológicamente avanzados. Liberan a los Croods, pero se comportan con condescendencia con ellos. Creyendo que Guy estaría mejor con ellos, Phil y Hope idean un plan para que abandone a Eep y a los Croods.
El tiempo que Grug pasa con los Betterman se vuelve incómodo. Mientras Phil lo lleva a su cueva del hombre, un sauna, Phil lo manipula, creyendo que Guy debería quedarse con ellos mientras Eep se queda con su familia. Hope también intenta manipular a Ugga, la esposa de Grug, pero fracasa, y Grug y Ugga consideran irse. Eep descubre que Dawn, la hija de Phil y Hope, nunca ha estado fuera de los muros. Eep convence a Dawn para que escape con ella y dé un paseo con Chunky, pero la aventura sale mal, dejándolos a ambos desaliñados. A su regreso, Guy regaña a Eep por su imprudencia, lo que provoca una pelea entre ellos.
Durante la cena, la tensión aumenta y Grug revela accidentalmente algunas de sus conversaciones con Phil. Hartos de la condescendencia de los Betterman hacia sus diferencias, los Croods deciden irse, mientras que Guy prefiere quedarse. Sin embargo, su partida se ve interrumpida por los Chimpapuños, furiosos por no tener los plátanos que Phil suele ofrecer a diario, ya que Grug y Ugga se los han comido todos. Los Chimpapuños capturan a Grug, Phil y Guy, llevándolos a su guarida, mientras los Croods y Bettermans restantes siguen su rastro.
En la guarida, se revela que uno de los proyectos de irrigación de Phil privó a los Monos de su suministro de agua; los monos exigieron los plátanos como compensación porque necesitaban comida extra para ofrecer a un monstruoso Mandrilla Espinosa y así mantener la paz con él. Mientras tanto, los Croods y Bettermans restantes pierden el rastro de los chicos y se encuentran varados en un páramo helado, donde se encuentran con arañas lobo gigantes. Hope finalmente supera su prejuicio contra los Croods; ella y los demás se aceptan como iguales y deciden llamarse "Las Hermanas Trueno". Finalmente, localizan a Grug, Phil y Guy justo cuando los Chimpapuños se preparan para sacrificarlos al Mandrilla Espinosa. Guy y Eep se reconcilian y usan una lámpara de araña con forma de calavera gigante para lanzar al Mandrilla Espinosa a un abismo, donde se desploma hasta morir mientras las dos familias escapan.
Tras resolver sus diferencias, los Betterman invitan a los Croods a vivir como vecinos en su terreno. Guy y Eep deciden compartir una de las habitaciones de los Betterman, y los Chimpapuños se convierten en sus vecinos de al lado.

## Reparto
- Nicolas Cage como Grug Crood, el patriarca de los Croods.
- Emma Stone como Eep Crood, la hija mayor de Grug y Ugga.
- Ryan Reynolds como Guy, un chico que vive con los Croods y que está enamorado de Eep.
- Catherine Keener como Ugga Crood, la esposa de Grug.
- Clark Duke como Thunk Crood, el hijo mediano de Grug y Ugga.
- Cloris Leachman como Gran, la madre de Ugga y la abuela de Eep, Thunk y Sandy.
- Kelly Marie Tran como Dawn Betterman, la hija de Phil y Hope.
- Peter Dinklage como Phil Betterman, el patriarca de los Betterman.
- Leslie Mann como Hope Betterman, la esposa de Phil.

## Doblaje
| Personaje      | Actor original Estados Unidos | Actor de doblaje · México | Actor de doblaje · España |
| -------------- | ----------------------------- | ------------------------- | ------------------------- |
| Grug           | Nicolas Cage                  | Humberto Solórzano        | José Luis Mediavilla      |
| Eep            | Emma Stone                    | Regina Blandón            | Paula Ribó                |
| Guy            | Ryan Reynolds                 | Alfonso Herrera           | Manuel Gimeno             |
| Ugga           | Catherine Keener              | Maribel Guardia           | Mercedes Montalá          |
| Thunk          | Clark Duke                    | Paco Rueda                | Klaus Stroink             |
| Gran           | Cloris Leachman               | Magda Giner               | Marta Martorell           |
| Dawn Betterman | Kelly Marie Tran              | Daniela Luján             | Anna Castillo             |
| Phil Betterman | Peter Dinklage                | Leonardo de Lozanne       | Raúl Arévalo              |
| Hope Betterman | Leslie Mann                   | Sandra Echeverría         | Marta Barbará             |

## Producción

### Desarrollo
En abril de 2013, DreamWorks Animation anunció una secuela de Los Croods, con Chris Sanders y Kirk DeMicco de regreso como directores
El 12 de junio de 2014 se anunció que la secuela se estrenaría el 3 de noviembre de 2017. El 21 de agosto de 2014, la película se retrasó hasta el 22 de diciembre de 2017. El 9 de agosto de 2016, al acercarse la inminente adquisición de DreamWorks Animation por parte de Comcast, 20th Century Fox eliminó la película del calendario de estrenos. La película sería estrenada por Universal Pictures en algún momento del año 2018. El 23 de agosto de 2016, se informó que Kevin y Dan Hageman fueron contratados para reescribir el guion.
El 11 de noviembre de 2016, DreamWorks anunció que se cancelaba la producción de la secuela. Sin embargo, en septiembre de 2017, DreamWorks y Universal revelaron que la película volvía a estar en producción con una fecha de estreno prevista para el 18 de septiembre de 2020. También se reveló que tanto DeMicco como Sanders no volverían. En octubre de 2017, se informó que Joel Crawford reemplazaría a ambos y Mark Swift produciría la película.

## Lanzamiento
Se estrenó en los Estados Unidos el 25 de noviembre de 2020, a través de Universal Pictures. Anteriormente estaba previsto que se estrenara el 3 de noviembre de 2017, el 22 de diciembre de 2017, el 18 de septiembre de 2020 y el 23 de diciembre de 2020.

## Taquilla
A 29 de diciembre de 2020, Los Croods 2: Una nueva era ha recaudado $31.3 millones en los Estados Unidos y Canadá, y $67.9 millones en otros territorios, para un total mundial de $99.2 millones.
En los Estados Unidos, la película ganó 1.85 millones de dólares en 2.211 salas en su primer día, 2.7 millones en el segundo (un aumento del 47%, frente a la caída normal del 40% que se ve en el Día de Acción de Gracias), luego 4 millones en el tercero. Luego debutó con $9.7 millones en su primer fin de semana (un total de cinco días de $14.3 millones), el mayor fin de semana de apertura desde Tenet más de dos meses antes. La película se mantuvo en primer lugar los siguientes dos fines de semana, recaudando $4.4 millones y $3 millones, respectivamente. Fue destronado por Monster Hunter en su cuarto fin de semana. Ese mismo fin de semana, la película fue la más alquilada en FandangoNow, Apple TV y Google Play. En su quinto fin de semana, la película recaudó 1,7 millones de dólares durante el marco navideño. También siguió siendo el número uno en todas las plataformas de alquiler digital. IndieWire estimó que la película había ganado alrededor de $20 millones por las ventas de PVOD hasta ese momento (de las cuales Universal se quedaría con el 80%).
La película ganó $3 millones en su día de estreno en China, que es la tercera más grande para una película de Hollywood en 2020, detrás de Tenet y Mulan. Debutó con 19,2 millones de dólares en China y un total de 21,6 millones de dólares a nivel internacional. En su tercer fin de semana de estreno, la película superó los $46 millones (RMB 300 millones) en China, convirtiéndose en el segundo título más grande de Hollywood del año en el país detrás de Tenet ($ 66,6 millones). [26] Ganó 3,2 millones de dólares en su cuarto fin de semana de juego internacional, elevando su total acumulado por encima de los 57 millones de dólares.
En España fue estrenada el miércoles 23 de diciembre de 2020. En su primer fin de semana hizo 847,946€, y 1.1€ millones contando desde el miércoles.